# ادوارد دیرکز
ادوارد دیرکز (انگلیسی: Edward Dierkes; ۱۴ مارس ۱۸۸۶ – ۲۱ نوامبر ۱۹۵۵) بازیکن فوتبال اهل ایالات متحده آمریکا بود.
وی در بازی‌های المپیک تابستانی ۱۹۰۴ به مدال نقره دست پیدا کرده‌است.